# Амерхаузер, Мартин
Мартин Амерхаузер (нем. Martin Amerhauser; род. 23 июля 1974[…], Зальцбург) — австрийский футболист, игравший на позиции полузащитника, и тренер.

## Клубная карьера
Профессиональную карьеру начал в 1993 году за команду «Аустрии», в которой провел один сезон, приняв участие в 23 матчах чемпионата. Большинство времени, проведенного в составе зальцбургского клуба, был основным игроком команды. За это время завоевал титул чемпиона Австрии.
В течение 1994—1996 годов защищал цвета команды клуба ГАК (Грац).
Своей игрой за последнюю команду вновь привлек внимание представителей тренерского штаба клуба «Аустрия» (Зальцбург), в состав которого вернулся в 1996 году. На этот раз сыграл за команду из Зальцбурга три сезона. В составе «Аустрии» снова выходил на поле в основном составе команды. За это время добавил в перечень своих трофеев ещё один титул чемпиона Австрии.
В 1999 году вернулся в клуб ГАК (Грац), за который на этот раз сыграл 9 сезонов. Тренерским штабом этого клуба снова рассматривался как игрок «основы». За это время добавил в перечень своих трофеев ещё один титул чемпиона Австрии, а также трижды становился обладателем национального кубка. Завершил профессиональную карьеру футболиста выступлениями в 2008 году в клубе из Граца.

## Международная карьера
25 марта 1998 дебютировал за национальную сборную Австрии в товарищеском матче против Венгрии, в котором также отметился забитым голом. Был включен в состав сборной на чемпионат мира 1998 года во Франции. Всего Амерхаузер провел в форме главной команды страны 12 матчей и забил 3 гола.

### Статистика за сборную
| Матчи и голы Амерхаузера за сборную Австрии | Матчи и голы Амерхаузера за сборную Австрии | Матчи и голы Амерхаузера за сборную Австрии | Матчи и голы Амерхаузера за сборную Австрии | Матчи и голы Амерхаузера за сборную Австрии | Матчи и голы Амерхаузера за сборную Австрии |
| №                                           | Дата                                        | Оппонент                                    | Счёт                                        | Голы                                        | Соревнование                                |
| ------------------------------------------- | ------------------------------------------- | ------------------------------------------- | ------------------------------------------- | ------------------------------------------- | ------------------------------------------- |
| 1                                           | 25 марта 1998                               | Венгрия                                     | 2:3                                         | 1                                           | Товарищеский матч                           |
| 2                                           | 22 апреля 1998                              | США                                         | 0:3                                         | —                                           | Товарищеский матч                           |
| 3                                           | 27 мая 1998                                 | Тунис                                       | 2:1                                         | —                                           | Товарищеский матч                           |
| 4                                           | 5 сентября 1998                             | Израиль                                     | 1:1                                         | —                                           | Квалификация на ЧЕ 2000                     |
| 5                                           | 28 апреля 1999                              | Сан-Марино                                  | 7:0                                         | 1                                           | Квалификация на ЧЕ 2000                     |
| 6                                           | 6 июня 1999                                 | Израиль                                     | 0:5                                         | —                                           | Квалификация на ЧЕ 2000                     |
| 7                                           | 23 февраля 2000                             | Греция                                      | 1:4                                         | —                                           | Товарищеский матч                           |
| 8                                           | 29 марта 2000                               | Швеция                                      | 1:1                                         | —                                           | Товарищеский матч                           |
| 9                                           | 28 апреля 2004                              | Люксембург                                  | 4:1                                         | —                                           | Товарищеский матч                           |
| 10                                          | 25 мая 2004                                 | Россия                                      | 0:0                                         | —                                           | Товарищеский матч                           |
| 11                                          | 18 августа 2004                             | Германия                                    | 1:3                                         | 1                                           | Товарищеский матч                           |
| 12                                          | 7 сентября 2005                             | Азербайджан                                 | 0:0                                         | —                                           | Квалификация на ЧМ 2006                     |

12 матчей и 3 гола: 3 победы, 3 ничьи, 6 поражений.

## Карьера тренера
Начал тренерскую карьеру вскоре после завершения карьеры игрока, в 2009 году, войдя в тренерский штаб клуба ГАК (Грац).
С 2010 года возглавляет тренерский штаб нижнелиговой команды «Вайц».

## Достижения

### Как футболист
«Аустрия»
- Чемпион Австрии: 1993/94, 1996/97

ГАК
- Чемпион Австрии: 2003/04
- Обладатель Кубка Австрии: 1999/00, 2001/02, 2003/04